# 天柱增五
天龍座41，又名BD+79 571，HD 166866、SAO 8996、HR 6810，是天龍座的一颗恒星，视星等为5.68，位于銀經111.78，銀緯28.9，其B1900.0坐标为赤經18h 7m 37.7s，赤緯+79° 28.9′ 28″。